# Professional'nyj Futbol'nyj Klub Kryl'ja Sovetov Samara 2019-2020
Questa voce raccoglie le informazioni riguardanti il Kryl'ja Sovetov Samara nelle competizioni ufficiali della stagione 2019-2020.

## Stagione
In Prem'er-Liga si piazzò al 14º posto, a pari punti con Tambov e Achmat Groznyj, ma fu retrocessa causa della classifica avulsa.

## Maglie
| Manica sinistra · Manica sinistra · Maglietta · Maglietta · Manica destra · Manica destra · Pantaloncini · Calzettoni | Manica sinistra · Manica sinistra · Maglietta · Maglietta · Manica destra · Manica destra · Pantaloncini · Calzettoni |

## Rosa
| N. |                     | Ruolo | Calciatore                |
| -- | ------------------- | ----- | ------------------------- |
| 1  | Russia (bandiera)   | P     | Sergej Ryžikov (capitano) |
| 2  | Russia (bandiera)   | D     | Vladimir Polujachtov      |
| 3  | Russia (bandiera)   | D     | Nikita Černov             |
| 5  | Russia (bandiera)   | D     | Vitalij Ljscov            |
| 7  | Iraq (bandiera)     | C     | Safaa Hadi                |
| 8  | Moldavia (bandiera) | C     | Alexandru Gațcan          |
| 9  | Croazia (bandiera)  | A     | Dejan Radonjić            |
| 10 | Russia (bandiera)   | A     | Anton Terechov            |
| 11 | Slovenia (bandiera) | C     | Denis Popović             |
| 15 | Russia (bandiera)   | C     | Maksim Glušenkov          |
| 17 | Russia (bandiera)   | A     | Anton Zin'kovskij         |
| 18 | Algeria (bandiera)  | D     | Mehdi Zeffane             |
| 20 | Serbia (bandiera)   | C     | Srđan Mijailović          |
| 22 | Russia (bandiera)   | D     | Aleksandr Anjukov         |
| 23 | Serbia (bandiera)   | D     | Dmitri Kombarov           |

| N. |                    | Ruolo | Calciatore         |
| -- | ------------------ | ----- | ------------------ |
| 28 | Romania (bandiera) | C     | Paul Anton         |
| 30 | Russia (bandiera)  | C     | Sergej Ivanov      |
| 33 | Russia (bandiera)  | P     | Evgenij Konjuchov  |
| 39 | Russia (bandiera)  | P     | Evgenij Frolov     |
| 40 | Russia (bandiera)  | C     | Artëm Timofeev     |
| 44 | Russia (bandiera)  | D     | Nikita Čičerin     |
| 50 | Russia (bandiera)  | D     | Maksim Karpov      |
| 52 | Russia (bandiera)  | C     | Danila Smirnov     |
| 69 | Russia (bandiera)  | A     | Egor Golenkov      |
| 77 | Russia (bandiera)  | C     | Dmitrij Kabutov    |
| 81 | Russia (bandiera)  | P     | Bogdan Ovsjannikov |
| 90 | Russia (bandiera)  | D     | Taras Burlak       |
| 99 | Russia (bandiera)  | A     | Maksim Kanunnikov  |
|    | Russia (bandiera)  | A     | Aleksandr Sobolev  |

## Risultati

### Prem'er-Liga
| Samara 14 luglio 2019, ore 16:30 1ª giornata | Kryl'ja Sovetov Samara | 2 – 0 referto | CSKA Mosca | Samara Arena (25 287 spett.) |

| Samara 20 luglio 2019, ore 16:30 2ª giornata | Kryl'ja Sovetov Samara | 2 – 3 referto | Arsenal Tula | Samara Arena (15 780 spett.) |

| Ufa 27 luglio 2019, ore 14:00 3ª giornata | Ufa | 2 – 1 referto | Kryl'ja Sovetov Samara | Stadio Neftjanik (6 543 spett.) |

| Samara 3 agosto 2019, ore 16:30 4ª giornata | Kryl'ja Sovetov Samara | 1 – 2 referto | Lokomotiv Mosca | Samara Arena (22 459 spett.) |

| Rostov sul Don 12 agosto 2019, ore 20:00 5ª giornata | Rostov | 1 – 0 referto | Kryl'ja Sovetov Samara | Rostov Arena (28 674 spett.) |

| Ekaterinburg 17 agosto 2019, ore 14:00 6ª giornata | Ural | 1 – 3 referto | Kryl'ja Sovetov Samara | Stadio Centrale (22 423 spett.) |

| Samara 25 agosto 2019, ore 19:00 7ª giornata | Kryl'ja Sovetov Samara | 1 – 2 referto | Spartak Mosca | Samara Arena (32 286 spett.) |

| Samara 30 agosto 2019, ore 20:00 8ª giornata | Kryl'ja Sovetov Samara | 0 – 0 referto | Dinamo Mosca | Samara Arena (14 728 spett.) |

| Krasnodar 15 settembre 2019, ore 19:00 9ª giornata | Krasnodar | 4 – 2 referto | Kryl'ja Sovetov Samara | Stadio FK Krasnodar (26 131 spett.) |

| Groznyj 21 settembre 2019, ore 14:00 10ª giornata | Achmat Groznyj | 1 – 1 referto | Kryl'ja Sovetov Samara | Stadion imeni Achmat-Chadži Kadyrova (8 737 spett.) |

| Samara 28 settembre 2019, ore 14:00 11ª giornata | Kryl'ja Sovetov Samara | 2 – 0 referto | Tambov | Samara Arena (10 126 spett.) |

| Soči 5 ottobre 2019, ore 19:00 12ª giornata | Soči | 0 – 2 referto | Kryl'ja Sovetov Samara | Stadio olimpico Fišt (7 923 spett.) |

| Orenburg 20 ottobre 2019, ore 11:30 13ª giornata | Orenburg | 0 – 1 referto | Kryl'ja Sovetov Samara | Stadio Gazovik (4 311 spett.) |

| Samara 27 ottobre 2019, ore 14:00 14ª giornata | Kryl'ja Sovetov Samara | 0 – 2 referto | Zenit San Pietroburgo | Samara Arena (32 560 spett.) |

| Samara 4 novembre 2019, ore 16:30 15ª giornata | Kryl'ja Sovetov Samara | 0 – 0 referto | Rubin | Samara Arena (10 842 spett.) |

| Mosca 9 novembre 2019, ore 19:00 16ª giornata | Spartak Mosca | 2 – 0 referto | Kryl'ja Sovetov Samara | Otkrytie Arena (18 719 spett.) |

| Mosca 24 novembre 2019, ore 19:00 17ª giornata | CSKA Mosca | 1 – 0 referto | Kryl'ja Sovetov Samara | Arena CSKA (11 895 spett.) |

| Samara 30 novembre 2019, ore 14:00 18ª giornata | Kryl'ja Sovetov Samara | 0 – 1 referto | Ufa | Samara Arena (5 349 spett.) |

| Samara 8 dicembre 2019, ore 14:00 19ª giornata | Kryl'ja Sovetov Samara | 2 – 3 referto | Ural | Samara Arena (5 196 spett.) |

| Samara 28 febbraio 2020, ore 18:30 20ª giornata | Kryl'ja Sovetov Samara | 1 – 1 referto | Orenburg | Samara Arena (8 139 spett.) |

| Kazan' 8 marzo 2020, ore 14:00 21ª giornata | Rubin | 0 – 1 referto | Kryl'ja Sovetov Samara | Stadio Centrale (5 766 spett.) |

| Nižnij Novgorod 16 marzo 2020, ore 19:30 22ª giornata | Tambov | 3 – 0 referto | Kryl'ja Sovetov Samara | Stadio Nižnij Novgorod (2 702 spett.) |

| Samara 19 giugno 2020, ore 18:00 23ª giornata | Kryl'ja Sovetov Samara | 2 – 4 referto | Achmat Groznyj | Samara Arena (4 107 spett.) |

| San Pietroburgo 26 giugno 2020, ore 20:30 24ª giornata | Zenit San Pietroburgo | 2 – 1 referto | Kryl'ja Sovetov Samara | Stadio San Pietroburgo (6 379 spett.) |

| Mosca 30 giugno 2020, ore 18:00 25ª giornata | Lokomotiv Mosca | 1 – 1 referto | Kryl'ja Sovetov Samara | RŽD Arena (2 700 spett.) |

| Samara 4 luglio 2020, ore 18:30 26ª giornata | Kryl'ja Sovetov Samara | 0 – 0 referto | Rostov | Samara Arena (4 129 spett.) |

| Tula 7 luglio 2020, ore 20:30 27ª giornata | Arsenal Tula | 2 – 4 referto | Kryl'ja Sovetov Samara | Stadio Arsenal (1 684 spett.) |

| Mosca 12 luglio 2020, ore 18:30 28ª giornata | Dinamo Mosca | 2 – 0 referto | Kryl'ja Sovetov Samara | Otkrytie Arena (2 358 spett.) |

| Samara 15 luglio 2020, ore 18:00 29ª giornata | Kryl'ja Sovetov Samara | 0 – 0 referto | Krasnodar | Samara Arena (4 182 spett.) |

| Samara 22 luglio 2020, ore 00:00 30ª giornata | Kryl'ja Sovetov Samara | 3 – 0 referto | Soči | Samara Arena |

### Kubok Rossii
| Mosca 25 settembre 2019, ore 19:30 Sedicesimi di finale | Torpedo Mosca | 2 – 0 referto | Kryl'ja Sovetov Samara | Stadio Torpedo (3 682 spett.) |